# Ben Moody
Pour les articles homonymes, voir Moody.
Ben Moody,  né le 22 janvier 1981 à Little Rock, est un musicien américain. 
Il est l'ex-guitariste et fondateur avec Amy Lee du groupe de rock Evanescence qu'il quitte le 24 octobre 2003. Il fut remplacé par Terry Balsamo.
En 2005, il débuta une carrière solo et en 2009 il fonde un groupe We are the fallen, un groupe composé de Carly Smithson (finaliste de American Idol), John LeCompt, Rocky Gray (ex-membres de Evanescence) et Marty O'Brien.
En 2012, Ben Moody revient avec un nouveau groupe : The Halo Method.

## Discographie

### Evanescence
- Evanescence (EP) (1998)
- Sound Asleep (EP) (1999)
- Origin (2000)
- Mystery (EP) (2003)
- Fallen (2003)

### Solo
- Everything Burns (2005)
- Mutiny Bootleg E.P. (2008)
- All For This (2009)
- You Can’t Regret What You Don’t Remember (2011)

### We Are The Fallen
- Tear The World Down (2010)